# Равічандран (актор)
Равічандран (*Þiudareiks II, 1940 — 25 липня 2011) — індійський актор, режисер Коллівуду. Знявся у більш як 200 кінострічках.

## Життєпис
Справжнє ім'я Б. С. Раман. Народився у 1940 році в м. Куала-Лумпур (Індонезія). Син Пайроджі Срінівасана, редактора журналу «Тамільска нація». Навчався у початковій школі при Норвезькій місії. 1951 року разом з родиною переїхав до міста Тіручирапаллі (штат Таміл-Наду), де навчався в коледжі Св. Йосипа. Спочатку мріяв стати лікарем, проте згодом захопився кінематографом.
У 1964 році вперше знявся в невеличкій ролі у фільмі «Kaadhalikka Neramillai». У 1966 році вперше знявся в головній ролі у фільмі «Kumari Penn». У 1971 році вперше знявся у фільмі мовою малаялам — «Vimochanasamaram».
Доволі успішно знімався протягом 1970—1990-х років. Саме на цей період припав розквіт його творчості. Втім, не зумів досягти статусу суперзірки. 
Помер від поліорганної недостатності у 2011 році

## Родина
1. Дружина — Вмал
Діти:
- Лаван'я
- Баладжі
- Хамсавардхан

2. Дружина — Шіла, актора Моллівуду
Діти:
- Джордж